# 地出

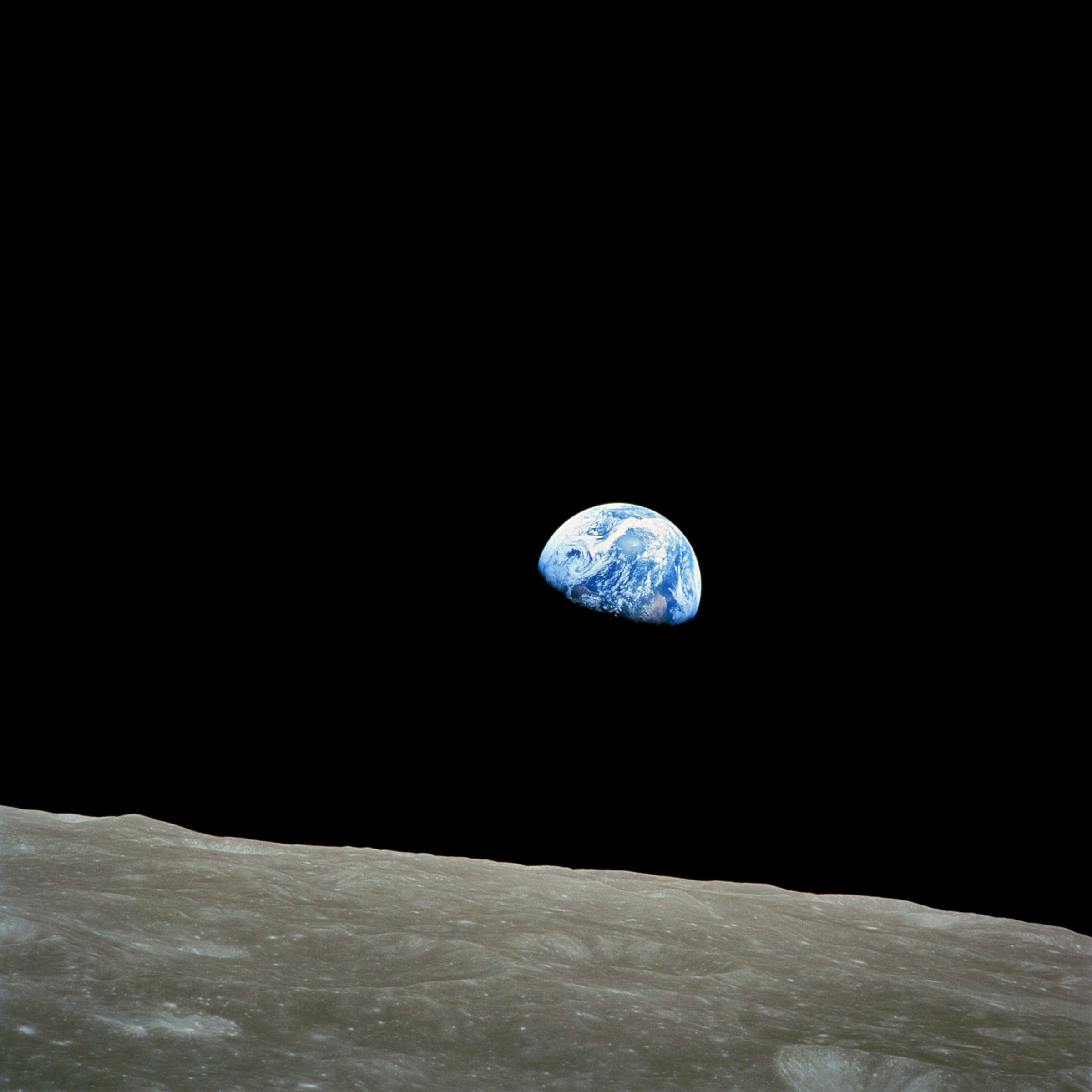
地球上升，1968年12月24日。

地出（英語：Earthrise，或譯地球上升），為美國太空總署的照片。這張編號“AS8-14-2383HR”的照片由正在太空船上執行前往月球任務的宇航员威廉·安德斯在1968年12月24日拍攝。实际上太陽神8號在這次任務中並沒有降落在月球表面，因此照片是在繞月軌道上拍攝的。
實際上，如果真的站在月球表面上的話，是不會看到像日出、月出一樣的“地出”的。因為月球與地球产生了潮汐鎖定，月球永远只有一面朝着地球，所以在月球表面，地球差不多一直在同一位置不动。
但是又因為天平動的關係，地球看起來會在一個範圍內來回擺動。若站在月球面向地球的一面的邊緣，就有可能觀測到類似地出的現象。
但由於天平動的週期為27天，整個地出地落也需要27天。
美國著名戶外登山攝影家羅威爾形容：「這是最具影響力的一張環境照片。」